# São João de Brito
Pour les articles homonymes, voir São João.
São João de Brito était une freguesia de Lisbonne.